# Демпси, Джек
Уи́льям Ха́ррисон Де́мпси (англ. William Harrison Dempsey; 24 июня 1895 года, Манасса, США — 31 мая 1983 года, Нью-Йорк, США), более известный как Джек Демпси (Jack Dempsey) — американский профессиональный боксёр, киноактёр, чемпион мира в супертяжёлом весе, известный также под прозвищами Кид Блэки (англ. Kid Blackie) и Костолом из Манассы (англ. Manassa Mauler). Отличался весьма самобытным атакующим стилем, сверхагрессивным даже по американским меркам. Майк Тайсон, идолизировавший Демпси и пересмотревший многократно ленты кинохроники его боёв из обширнейшей видеотеки своего менеджера Джима Джейкобса, старался копировать практически движение-в-движение некоторые наиболее знаменитые коронные приёмы Демпси, органично инкорпорировав их в свой стиль.

## Биография
Уильям Харрисон Демпси родился 24 июня 1895 года в штате Колорадо. В его жилах текла смешанная ирландская и индейская кровь. После обращения его родителей в Церковь Иисуса Христа Святых последних дней, Демпси был крещен в Церкви в 1903 году в «возрасте ответственности» (8 лет), согласно церковной доктрине. Поскольку его отцу было трудно найти работу, семья часто путешествовала, а Демпси бросил учёбу в начальной школе и ушёл из дома в возрасте 16 лет. Из-за нехватки денег он часто ездил под поездами и спал в лагерях хобо.
До 19 лет работал подсобным рабочим на рудниках. В 1914 году, когда ему предложили за небольшую сумму выступить в очередном матче по боксу, взял для ринга псевдоним Кид Блэки (англ. Kid Blackie). Вскоре сменил псевдоним на Джек Демпси, имя и фамилию первого в истории чемпиона среднего веса 1884—1891 годов, имевшего прозвище «Несравненный».
К концу 1916 года Джек был боксером № 1 в штате Юта. Ещё два года заняла подготовка к чемпионскому бою. В первой половине 1918 года, когда Джек последовательно победил Билли Бреннана, Гомера Смита, Джо Флинна и Карла Морриса — все бои были выиграны досрочно — его начали считать одним из основных претендентов на титул чемпиона мира. А окончательно его права были подтверждены конце 1918 года досрочными победами над гигантом Фредом Фултоном, Барни Лебровицем, Эдом Смитом и вновь над Карлом Моррисом. Чемпионом мира в то время был гигант Джесс Уиллард — боксер внушительных размеров (рост — 198,5 см, размах рук — 211 см). Чемпионский бой Уиллард—Демпси состоялся в городе Толедо (штат Огайо) в жаркий день 4 июля 1919 года — когда боксёры взошли на ринг, температура достигала 43 °C. Несмотря на то, что перед боем ставки принимались с незначительным перевесом 6/5 в пользу Уилларда, бой завершился быстро. На 4-й раунд чемпион уже не вышел. Делая обзор боя Демпси против Уилларда, Майк Тайсон заявил: «Я люблю пересматривать этот бой. Демпси — очень-очень жестокий человек. Он дерётся так, как человек который не ел последние дней пять. Свирепо и дико».
2 июля 1921 года Давид Сарнов, генеральный директор образованной незадолго до того Радиокорпорации Америки, провёл ставший сенсационным радиорепортаж о матче боксёров-тяжеловесов Джека Демпси и Жоржа Карпантье, организованном в Джерси-Сити промоутером Джека Демпси — Тексом Рикардом (George Lewis «Tex» Rickard). Матч, завершившийся победой Демпси нокаутом в четвёртом раунде, принёс устроителю рекордную выручку за всю предыдущую историю бокса — более одного миллиона долларов, а репортаж позволил компании Сарнова значительно поднять продажи радиоприёмников, не пользовавшихся до того времени большим спросом, и за последующие три года продать их на сумму, превышающую 80 миллионов долларов.
В течение семи с лишним лет Джек Демпси безоговорочно правил на профессиональном ринге, пока 23 сентября 1926 года не проиграл по очкам Джину Танни. Матч-реванш, прошедший через год, также принёс победу Танни.
После этого Демпси фактически ушёл с ринга, выступая лишь в показательных матчах до 1932 года. После окончания карьеры бойца ещё несколько лет выходил на ринг в качестве рефери по боксу и борьбе. Уйдя из спорта, занялся бизнесом, стал владельцем фешенебельного ресторана в Нью-Йорке, в котором устраивал на Рождество благотворительные вечера для ветеранов бокса.
C 1942 по 1952 год служил в Береговой охране США.
В 1942 году, во время Второй мировой войны, Демпси поступил на службу в резерв штата Нью-Йорк, получив звание первого лейтенанта, однако вскоре перешёл на службу в резерв Береговой охраны США в звании лейтенанта. Для прохождения службы прибыл в июне 1942 года в Тренировочный центр Береговой охраны в Бруклине, получив назначение на должность директора физической подготовки. В качестве вклада в борьбу с врагом Демпси лично участвовал в боксёрских поединках и кампаниях по сбору средств, посещал лагеря и госпитали. В декабре 1942 года он получил повышение до лейтенант-коммандера, а в марте 1944 года — до коммандера. В 1944 году он был включён в состав экипажа транспортного корабля USS Wakefield. В 1945 году находился на борту штурмового транспорта USS Arthur Middleton во время вторжения на Окинаву. Он также некоторое время служил на борту транспорта USS General William Mitchell, где демонстрировал команде технику спарринга. В сентябре 1945 году Демпси был уволен с регулярной службы, а в 1952 году с почётом ушёл в отставку.
В 1954 году имя Джек Демпси было занесено в Зал славы боксеров США, в 1990 году — в Международный зал боксёрской славы.
Умер в 1983 году в возрасте 87 лет.
Демпси был женат на популярной актрисе немого кино Эстелле Тейлор. Их брак окончился разводом в 1930 году.

#### Статистика чемпионских боёв
Формально Демпси был чемпионом мира в тяжёлом весе 2638 дней с 4 июля 1919 года (победа над Джессом Уиллардом) до 29 сентября 1926 (поражение Джину Танни). При этом практически три года подряд (с 14 сентября 1923 года по 23 сентября 1926 года) Демпси был чемпионом без защит титула и вообще не провёл ни одного боя. За 9 боёв в период с момента боя с Уиллардом и до конца профи-карьеры Демпси заработал порядка 2 миллионов 699 тысяч долларов.
| #  | рекорд   | дата       | вес  | оппонент                     | вес  | статус боя                   | итог | —   | —       | гонорар   | место             |
| -- | -------- | ---------- | ---- | ---------------------------- | ---- | ---------------------------- | ---- | --- | ------- | --------- | ----------------- |
| 65 | (51 4 9) | 04.07.1919 | 187  | Jess Willard (24 5 2)        | 245  | World Heavy Title претендент | W    | RTD | 3 (12)  | $ 27 500  | OH, Toledo        |
| 66 | (52 4 9) | 06.09.1920 | 188  | Billy Miske (51 11 17)       | 187  | World Heavy Title 1-я защита | W    | KO  | 3 (10)  | $ 77 450  | MI, Benton Harbor |
| 67 | (53 4 9) | 14.12.1920 | 188¼ | Bill Brennan (60 13 8)       | 197  | World Heavy Title 2-я защита | W    | KO  | 12 (15) | $ 100 000 | NY, New York      |
| 68 | (54 4 9) | 02.07.1921 | 188  | Georges Carpentier (82 11 5) | 172  | World Heavy Title 3-я защита | W    | KO  | 4 (12)  | $ 300 000 | NJ, Jersey City   |
| 69 | (55 4 9) | 04.07.1923 | 188  | Tommy Gibbons (86 3 3)       | 175½ | World Heavy Title 4-я защита | W    | PTS | 15 (15) | $ 255 000 | MT, Shelby        |
| 70 | (56 4 9) | 14.09.1923 | 192½ | Luis Angel Firpo (25 2 0)    | 216½ | World Heavy Title 5-я защита | W    | KO  | 2 (15)  | $ 468 750 | NY, New York      |
| 71 | (57 4 9) | 23.09.1926 | 190  | Gene Tunney (77 1 3)         | 189½ | World Heavy Title 6-я защита | L    | UD  | 10 (10) | $ 770 000 | PA, Philadelphia  |
| 72 | (57 5 9) | 21.07.1927 | 194½ | Jack Sharkey (27 6 0)        | 196  | eliminator                   | W    | KO  | 7 (15)  | $ 252 759 | NY, Bronx         |
| 73 | (58 5 9) | 22.09.1927 | 192½ | Gene Tunney (78 1 3)         | 189½ | World Heavy Title претендент | L    | UD  | 10 (10) | $ 447 500 | IL, Chicago       |

## «Солнышко Демпси»
Один из приёмов, применявшихся Джеком Демпси. Это комбинированное контратакующее действие в ответ на боковой удар соперника. Представляет собой нырок под бьющую руку (возможно с одновременным ударом в туловище), финт в наружную сторону и боковой удар в голову.

## Стиль
Демпси выходил на ринг в чёрных трусах и боксёрках на босу ногу, без халата, со специфической стрижкой, короткой по бокам, иногда с прямым, иногда с косым пробором или без пробора. Этот стиль одежды и обуви, стрижки и причёски, впоследствии переняли сначала Майк Тайсон, считавший себя наследником Демпси в боксе, а затем Айк Ибеабучи.

## Военные награды
Военные награды Джека Демпси
- — Боевая ленточка участника боевых действий (ВМС США),
- — Медаль «За Американскую кампанию»,
- — Медаль «За Европейско-африканско-ближневосточную кампанию»,
- — Медаль «За Азиатско-тихоокеанскую кампанию»,
- — Медаль Победы во Второй мировой войне (США),
- — Медаль «За службу национальной обороне» (США).